# Limax polipunctatus
Limax polipunctatus is een slakkensoort uit de familie van de Limacidae. De wetenschappelijke naam van de soort is voor het eerst geldig gepubliceerd in 1888 door Pollonera.